# CR168 (Luxemburg)
De CR168 (Chemin Repris 168) is een verkeersroute in het zuidwesten van Luxemburg tussen Belvaux (N31/CR178) en Noertzange (CR164). De route heeft een lengte van ongeveer 11 kilometer en bestaat uit twee delen.

## Routeverloop

### Belvaux - Esch-sur-Alzette
Het eerste gedeelte van de route begint in de plaats Belvaux op de rotonde met de N31 en CR178 naast de spoorlijn Esch-sur-Alzette - Pétange en boven op de tunnel van een goederenspoorlijn naar Arbed. De route gaat naar het zuiden toe deels langs de spoorlijn Esch-sur-Alzette - Pétange. In Belval gaat de CR168 onder deze spoorlijn door. Boven op dit viaduct ligt tevens het treinstation Belval-Lycée. Hierna gaat de route langs de spoorlijn, het spoorwegemplacement enerzijds en de Franse grens anderzijds naar het oosten. Onderweg wordt het treinstation Belval-Université gepasseerd. Net na dit treinstation heeft de route een kruising met de CR168a. De CR168 gaat verder naar het oosten en blijft relatief dicht in de buurt van de spoorlijn en de Franse grens. In Esch-sur-Alzette komt de CR168 uit op een rotonde van de N4. Over deze rotonde ligt het spoorviaduct van de al eerder genoemde spoorlijn. De CR168 wordt sinds het jaar 1995 onderbroken. Het doorgaande verkeer voor de CR168 kan gebruik maken van de N4 en N31.
De CR168 tussen Belvaux en Esch-sur-Alzette heeft een lengte van ongeveer 4,8 kilometer. De route gaat grotendeels door bebouwd gebied heen. Tussen station Université en de N4 gaat de route ook deels door industriegebied heen.

### Esch-sur-Alzette
Tot het jaar 1995 lag de CR168 door Esch-sur-Alzette heen. De route van ongeveer 1,1 kilometer ging via de Rue du Canal, Rue de l'eau, Rue du Commerce en Grand-Rue In 1995 is dit gedeelte van de route komen te vervallen.

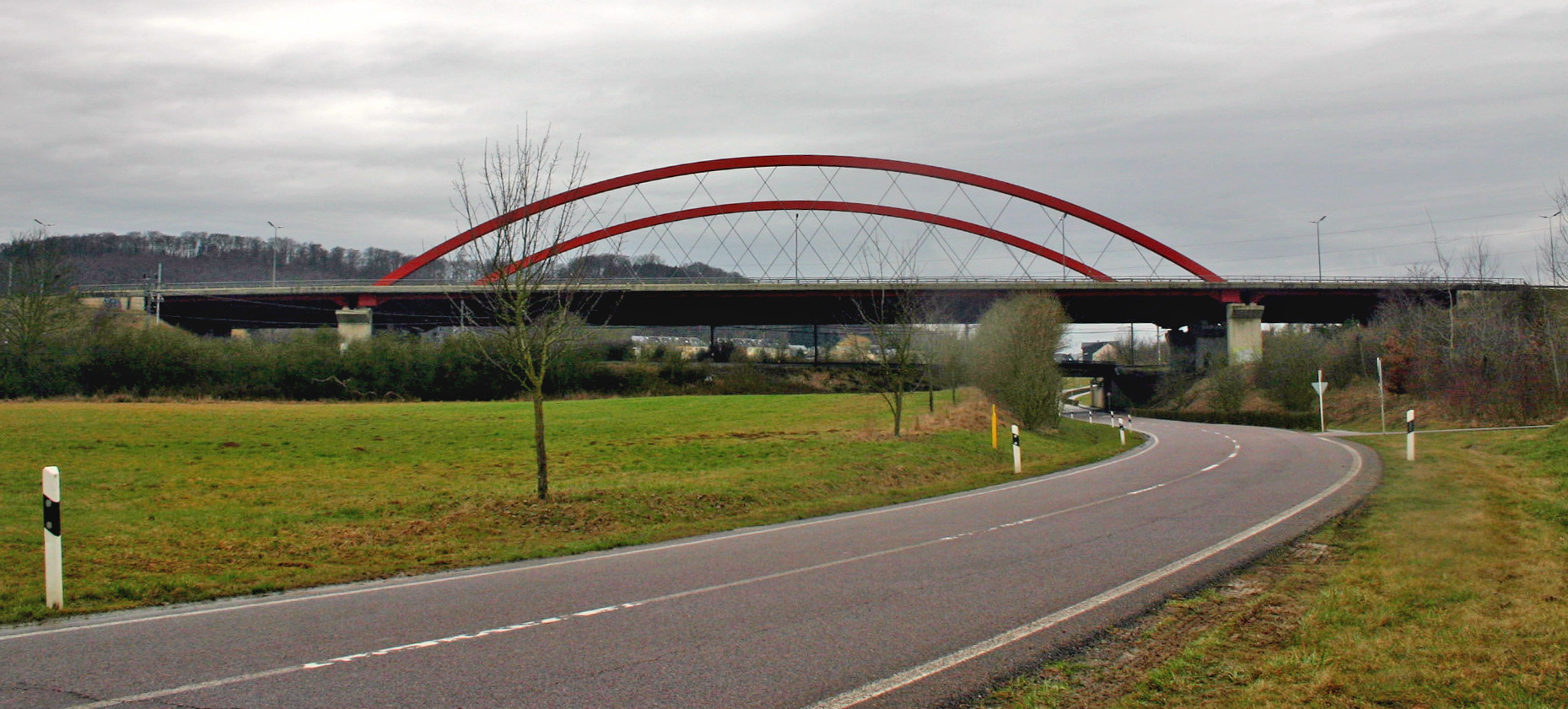
De spoorbruggen (niet geheel zichtbaar) en de boogbrug van de A13 over de CR168 bij Schifflange.

### Esch-sur-Alzette - Noertzange
Aan de oostkant van Esch-sur-Alzette gaat de CR168 weer verder vanaf de aansluiting met de N31 nabij het spoorviaduct ten oosten van het treinstation Esch-sur-Alzette. De route volgt de spoorlijn naar Bettembourg en steekt aan het begin van de plaats Schifflange deze spoorlijn over met een overweg. Hierna gaat de CR168 aan de noordkant door Schifflange heen. Aan de oostkant van Schifflange gaat de route onder het spoor door om daarna niet al te ver van het spoor naar het oosten te gaan naar Noertzange. Buiten de bebouwde kom van Schifflange gaat de CR168 onder drie viaducten door. Twee hiervan zijn van de spoorlijnen naar Kayl en Bettembourg. Het derde viaduct is van de A13 welke gelijkertijd ook de spoorlijn naar Bettembourg oversteekt. Aan de noordkant van Noertzange komt de CR168 uit op de CR164 waar de route ook eindigt.
Dit gedeelte van de route heeft een lengte van 5,9 kilometer en gaat grotendeels door bebouwd gebied heen. Buiten de bebouwde kom gaat de route tussen de open velden door.

### Schifflange
Tot 1995 lag de route in Schifflange anders. De route ging door het centrum van Schifflange heen in plaats aan de buitenkant van Schifflange. Dit deel van de route had een lengte van ongeveer 1,4 kilometer en verliep via Avenue de la Libération, Rue du Pount en Rue Basse.
In 1995 is de route omgelegd waardoor de route een stuk van de CR170 heeft overgenomen. Door deze omlegging heeft ook de CR169 een stuk van zijn route ingeleverd.

## Plaatsen langs de CR168
- Belvaux
- Belval
- Esch-sur-Alzette
- Schifflange
- Noertzange

## CR168a
De CR168a is een in 2016 geopende verbindingsweg tussen de CR168 en de B40 in Esch-sur-Alzette. De route heeft een lengte van ongeveer 270 meter.
CR101 ·
CR102 ·
CR103 ·
CR104 ·
CR105 ·
CR106 ·
CR107 ·
CR108 ·
CR109 ·
CR110 ·
CR111 ·
CR112 ·
CR113 ·
CR114 ·
CR115 ·
CR116 ·
CR117 ·
CR118 ·
CR119 ·
CR120 ·
CR121 ·
CR122 ·
CR123 ·
CR124 ·
CR125 ·
CR126 ·
CR127 ·
CR128 ·
CR129 ·
CR130 ·
CR131 ·
CR132 ·
CR133 ·
CR134 ·
CR135 ·
CR136 ·
CR137 ·
CR138 ·
CR139 ·
CR140 ·
CR141 ·
CR142 ·
CR143 ·
CR144 ·
CR145 ·
CR146 ·
CR147 ·
CR148 ·
CR149 ·
CR150 ·
CR151 ·
CR152 ·
CR153 ·
CR154 ·
CR155 ·
CR156 ·
CR157 ·
CR158 ·
CR159 ·
CR160 ·
CR161 ·
CR162 ·
CR163 ·
CR164 ·
CR165 ·
CR166 ·
CR167 ·
CR168 ·
CR169 ·
CR170 ·
CR171 ·
CR172 ·
CR173 ·
CR174 ·
CR175 ·
CR176 ·
CR177 ·
CR178 ·
CR179 ·
CR180 ·
CR181 ·
CR182 ·
CR183 ·
CR184 ·
CR185 ·
CR186 ·
CR187 ·
CR188 ·
CR189 ·
CR190
CR200 ·
CR201 ·
CR202 ·
CR203 ·
CR204 ·
CR205 ·
CR206 ·
CR207 ·
CR208 ·
CR210 ·
CR211 ·
CR212 ·
CR213 ·
CR215 ·
CR216 ·
CR217 ·
CR218 ·
CR219 ·
CR220 ·
CR221 ·
CR222 ·
CR223 ·
CR224 ·
CR225 ·
CR226 ·
CR227 ·
CR228 ·
CR229 ·
CR230 ·
CR231 ·
CR232 ·
CR233 ·
CR234
CR301 ·
CR302 ·
CR303 ·
CR304 ·
CR305 ·
CR306 ·
CR307 ·
CR308 ·
CR309 ·
CR310 ·
CR311 ·
CR312 ·
CR313 ·
CR314 ·
CR315 ·
CR316 ·
CR317 ·
CR318 ·
CR319 ·
CR320 ·
CR321 ·
CR322 ·
CR323 ·
CR324 ·
CR325 ·
CR326 ·
CR327 ·
CR328 ·
CR329 ·
CR330 ·
CR331 ·
CR332 ·
CR333 ·
CR334 ·
CR335 ·
CR336 ·
CR337 ·
CR338 ·
CR339 ·
CR340 ·
CR341 ·
CR342 ·
CR343 ·
CR344 ·
CR345 ·
CR346 ·
CR347 ·
CR348 ·
CR349 ·
CR350 ·
CR351 ·
CR352 ·
CR353 ·
CR354 ·
CR355 ·
CR356 ·
CR357 ·
CR358 ·
CR359 ·
CR360 ·
CR361 ·
CR362 ·
CR364 ·
CR365 ·
CR366 ·
CR367 ·
CR368 ·
CR369 ·
CR370 ·
CR371 ·
CR372 ·
CR373 ·
CR374 ·
CR375 ·
CR376 ·
CR377 ·
CR378 ·
CR379
Routes die cursief vermeld staan, zijn voormalige routes.